# Raión de Kastsyukovichy
Kastsyukovichy (en bielorruso: Касцюковіцкі раён) es un raión o distrito de Bielorrusia, en la provincia (óblast) de Maguilov. 
Comprende una superficie de 1 494 km².

## Demografía
Según estimación 2010 contaba con una población total de 26 410 habitantes.